# إليس دويك
إليس دويك (بالإنجليزية: Ellis Douek)‏ هو جراح بريطاني من أصل سوري وهو رائد في زراعة القوقعة.

## نشأته
ولد في القاهرة ،مصر عام 1934، ابن سيزار إيلي دويك وزوجته نيللي ساسون. كان والديه من عائلات تجارية يهودية سورية، ونشأ في حي الزمالك بالقاهرة مع أخته كلوديا وشقيقه زكي.

## مسيرته المهنية
- زميل الكلية الملكية للجراحين [5]
- استشاري طب الأذن ، 1970-99 ، الآن فخري ، مستشفى غاي [5]
- رئيس ، مجموعة أبحاث السمع ، 1974-99 ، مستشفى غاي [5]
- عضو مجلس البحوث الطبية (المملكة المتحدة) فريق العمل المعني بأبحاث السمع ، 1975 [5]
- ممثل مجلس البحوث الطبية لدى المجتمعات الأوروبية حول أبحاث السمع 1980 [5]
- ممثل المملكة المتحدة لدى المجتمعات الأوروبية حول الصمم الصناعي 1983 [5]
- جائزة دالبي لأبحاث السمع ، الجمعية الملكية للطب ، 1978 [5]